# Златар-Бистрица
Златар-Бистрица (хорв. Zlatar Bistrica) — община с центром в одноимённом посёлке на севере Хорватии, в Крапинско-Загорской жупании. Население общины 2600 человек (2011), население посёлка — 1532 человек. Подавляющее большинство населения — хорваты (99 %). В состав общины кроме административного центра входят ещё 4 деревни.
Община расположена в Хорватском Загорье, в долине верхнего течения реки Крапины, которая представляет в Златар-Бистрице небольшой ручей. В 5 км к северу находится город Златар, западнее территория общины Бедековчина, восточнее — Коньшчина, южнее — Мария-Бистрица. Через общину Златар-Бистрица проходит железнодорожная ветка Вараждин — Забок, в посёлке Златар-Бистрица — железнодорожная станция. В Златар-Бистрице пересекаются автомобильные шоссе D24 Нови-Мароф — Забок и D29 Нови-Голубовец — Сесвете.
Посёлок вырос в начале XX века вокруг железнодорожной станции.